# 唐纳德·霍奇
唐纳德·杰尔姆·霍奇（英語：Donald Jerome Hodge，1969年2月25日—），美国NBA联盟前职业篮球运动员。他在1991年的NBA选秀中第2轮第33顺位被达拉斯小牛选中。